# Advanced Mobile Location
Advanced Mobile Location (AML) — це метод визначення місця розташування абонента, який вчинив виклик служби порятунку за єдиним номером екстрених оперативних служб (112 або 911).
Розроблено у Великій Британії компаніями British Telecom, EE Limited і HTC як вирішення проблеми визначення місцезнаходження абонента в надзвичайних ситуаціях.  Коли абонент викликає екстрені служби за допомогою смартфона, на якому включений AML, телефон самочинно активує всі свої служби визначення місцеположення, щоб якомога точніше визначити свої координати, і відправляє ці відомості в службу екстреної допомоги за допомогою SMS.  Як служби визначення місцеположення виступають, як правило, GPS і WiFi, а телефонний номер рятувальних служб на території Європейського Співтовариства — це 112.  Метод AML позиціонується, як альтернатива класичним методам визначення місця розташування абонента, заснованим на прив'язці до найближчих веж стільникового зв'язку, оскільки його точність до 4000 разів краще.  Однак застосуємий він тільки для смартфонів, обладнаних модулями GPS і / або WiFi.